# فیلودندرون اسکاندنس
فیلودندرون اسکاندنس(نام علمی: Philodendron hederaceum) نام یک گونه از تیره گل‌شیپوریان است.
این گیاه ممکن است سبز و یا ابلق باشد.
پرورش و نگهداری:
نور: گیاه اسکاندنس آفتاب غیر مستقیم را می‌پسندد و آفتاب مستقیم برای این گیاه مناسب نیست. نور عامل مهمی در رشد گیاه است بنابراین برای رشد مطلوب لازم است نور کافی به گیاه برسد.
خاک: مخلوطی از پیت‌ماس، خاک برگ و ماسه، پرلیت بستر مناسبی برای اسکاندنس است. اگر پیت ماس و پرلیت در دسترس نبود، از مخلوط خاک باغچه، ماسه بادی و خاک برگ استفاده کنید. مطمئن شوید زهکشی گلدان مناسب است و آب اضافی آبیاری از گلدان خارج می‌شود. 
آب: زمان آبیاری به دما و رطوبت محل نگهداری گیاه بستگی دارد و در مناطق مختلف متفاوت است. پس از خشک شدن سطح خاک زمان آبیاری مجدد است.
ازدیاد: تکثیر این گیاه بسیار آسان است و از روش قلمه و خوابانیدن انجام می‌شود. برای این کار، ساقه حدود پانزده تا بیست سانتیمتر که دارای دو تا چهار برگ است را جدا نموده و در آب قرار دهید تا ریشه دار شود و سپس در خاک بکارید. ممکن است قلمه مستقیما در خاک سبک ریشه دار شود. برای روش خوابانیدن، بخشی از ساقه گیاه را در مجاورت خاک مرطوب قرار داده و با کمی خاک روی آن را می‌پوشانیم تا ریشه دار شود. پس از تشکیل ریشه، گیاه جدید را از گیاه مادری جدا می‌کنیم. نکته حائز اهمیت این است که تکثیر گیاه باید در فصل رشد یعنی بهار و تابستان صورت گیرد.
کود: برای تقویت اسکاندنس می‌توانید هر دو هفته یکبار آن را کوددهی کنید. برای این کار می‌توان از کود کامل که به صورت پودر جامد است استفاده نمود که حاوی عناصر لازم برای رشد گیاه است. این کود در بازار به نام کود سه بیست نیز شناخته می‌شود. 